# Gmina Sicienko
Die Gmina Sicienko ist eine Landgemeinde im Powiat Bydgoski der Woiwodschaft Kujawien-Pommern in Polen.  Ihr Sitz ist das gleichnamige Dorf (deutsch Klein Sittno, seit 1875 Klein Schittno, Wilhelmsort).

## Gliederung
Zur Landgemeinde Sicienko gehören 20 Dörfer (deutsche Namen bis 1945) mit einem Schulzenamt:
| - Dąbrówka Nowa (Neuheim) - Gliszcz - Kruszyn (Adlig Kruschin, Kruschdorf) - Łukowiec - Mochle (Mochel) - Murucin (Moritzfelde) - Nowaczkowo - Osówiec (Ossowitz, 1942–1945 Oßwitz) - Pawłówek (Pawlowke, 1942–1945 Paulshöfen) - Samsieczno (Samsetschno) | - Sicienko (Klein Sittno, seit 1875 Klein Schittno, Wilhelmsort) - Strzelewo (Strzelewo, Strelau) - Szczutki (Schutki) - Trzemiętowo (Haltenau) - Trzemiętówko (Bergfeld) - Wierzchucice - Wierzchucinek - Wojnowo (Wahlstatt, 1942–1945 Wahlstatt (Westpr.)) - Zawada-Ugoda (Zawada-Frieddorf) - Zielonczyn (Grünberg, 1942–1945 Grünberg, Kr. Bromberg) |

Weitere Ortschaften der Gemeinde sind:
| - Chmielewo (Hopfenthal) - Dąbrówczyn - Goncarzewy - Janin - Kamieniec - Kasprowo - Kruszyniec (Kruschin Kolonie, 1942–1945 Kruschhauland) - Marynin - Mochełek | - Nowa Ruda - Osowa Góra - Piotrkówko - Sitno (Groß Schittno, 1942–1945 Schütten) - Słupowo (Slupowo) - Smolary (Smolary) - Teresin (Teresin) - Trzciniec |

## Verkehr
Zielonczyn hat einen Bahnhof, Pawłówek einen Haltepunkt an der Bahnstrecke Kutno–Piła. Sicienko hatte einen Bahnhof an der Schmalspurbahn Morzewiec–Wierzchucin Królewski, der einstigen Bromberger Kreisbahn.

## Persönlichkeiten
- Karl Wever (* 1882 in Wilhelmsort; † 1965), Jurist, 1921–1923 Stellvertreter des Staatssekretärs der Reichskanzlei
- Walther Wever (* 1887 in Wilhelmsort; † 1936 in Klotzsche), Generalleutnant, Chef des Generalstabes der Luftwaffe